# Anneke Levelt Sengers
Johanna Maria Henrica (Anneke) Levelt Sengers (Ámsterdam, 4 de marzo de 1929-28 de febrero de 2024) fue una física holandesa conocida por su trabajo sobre los estados críticos de los fluidos. Se retiró del Instituto Nacional de Estándares y Tecnología (NIST) en 1994, después de una carrera de 31 años allí. En 2005, Levelt Sengers fue copresidenta, junto con la Dra. Manju Sharma, del Consejo Interacadémico del informe consultivo 'Women for Science' publicado en junio de 2006. Copresidió el programa Mujeres por la Ciencia de InterAmerican Network of Academies of Sciences.

## Trayectoria
Nacida el 4 de marzo de 1929 en Ámsterdam, Países Bajos, Levelt Sengers se licenció en física y química por la Universidad de Ámsterdam en 1950 y se doctoró en la misma universidad en 1958. Su tesis, Measurements of the Compressibility of Argon in the Gaseous and Liquid Phase (Medidas de la compresibilidad del argón en fase gaseosa y líquida), fue dirigida conjuntamente por Antonius M. J. F. Michels y Jan de Boer.
Emigró a los Estados Unidos en 1963 y se unió a la Oficina Nacional de Estándares  y Tecnología (más tarde rebautizada como NIST).
Anneke Sengers se casó con el físico Jan V. Sengers; entre sus cuatro hijos se encuentra la científica informática y etnógrafa Phoebe Sengers.

## Reconocimientos
En 1990, Levelt Sengers se convirtió en miembro de la Real Academia de Artes y Ciencias de los Países Bajos. En 1992, la Universidad Tecnológica de Delft le concedió un doctorado honoris causa. Es miembro de la Sociedad Estadounidense de Ingenieros Mecánicos, la Sociedad Estadounidense de Física y la Asociación Estadounidense para el Avance de la Ciencia, así  como de la Academia Nacional de Ingeniería y la Academia Nacional de Ciencias. Fue galardonada con el Premio L'Oréal-UNESCO a la Mujer en la Ciencia 2003 para América del Norte, y ganadora en 2006 del Premio ASME Yeram S. Touloukian. En 2015, el IANAS Women for Science Program anunció que un premio para jóvenes científicas se llamaría Premio Anneke Levelt-Senger (sic) en su honor.